# Neil Hans
Neil Hans (ur. 24 kwietnia 1988) – papuaski piłkarz grający na pozycji napastnika. Od 2011 roku jest zawodnikiem klubu Hekari United.

## Kariera klubowa
Karierę piłkarską Hans rozpoczął klubie Madang Besta. W 2007 roku zadebiutował w jego barwach w pierwszej lidze papuaskiej. W 2008 roku występował w Tukoko University Lae FC.
W 2009 roku Hans przeszedł do Hekari United. W 2010 oraz w 2011 roku wywalczył z Hekari dwa tytuły mistrza Papui-Nowej Gwinei. W 2010 roku wywalczył również klubowe mistrzostwo Oceanii.

## Kariera reprezentacyjna
W reprezentacji Papui-Nowej Gwinei Hans zadebiutował w 2011 roku. W 2012 roku wystąpił z kadrą narodową w Pucharze Narodów Oceanii 2012, na którym strzelił 1 gola.